# Пушкинский (Гурзуф)
Пушкинский (также корпус № 4, ранее гостиница № 3) — один из корпусов санатория «Гурзуфский» в Гурзуфе, построенный в 1890 году по проекту архитектора П. К Теребенёва для владельца гурзуфского имения Петра Ионовича Губонина, как здание комплекса дач-гостиниц, известного, как Гостиницы Губонина. Памятник градостроительства и архитектуры федерального значения России, согласно законодательству Украины — памятник культурного наследия.
Во времена П. И. Губонина здание носило название гостиница № 3, после революции, в составе военного санатория изменённого на корпус № 4, а в 1990-х годах «по непонятным причинам» получило наименование «Пушкинский».

## Описание
Гостиница расположена в северной части санатория, между корпусами № 3 Чеховский и № 5 Шаляпинский. Включала изначально 19 номеров. По современным обмерам общая площадь 575,8 м², размерами по фасаду 23,9 на 26,2 м, высота до карниза 10,4 м, построена с использованием разных архитектурных объёмов, комбинирующих элементы модерна и стиля «ориент». Завершение строительства относят либо к 1889 году, либо к 1890 году.
По описанию 1900 года — гостиница «каменная, крыта железом, 2 этажа, балконы, карниз резной тёсовый; тёсовая пристройка, крытая железом, 19 номеров». Построена в одном стиле со всеми гостиницами курорта, характерном для зданий Южного берега начала XX века. Сооружена из местного камня, колотого серого мраморовидного гаспринского известняка, с тщательной притёской швов и чередующимися декоративными кирпичными поясами в наружной отделке. В плане одно-двухэтажное здание, на участке с крутым уклоном рельефа к юго-западу, вытянуто по оси северо-восток — юго-запад и представляет сложную центрально-симметричную постройку. Имеет единственный, он же парадный вход на юго-западном фасаде, двери которого выкрашены в коричневый цвет. Пристройка к северо-восточному фасаду и балконы на юго-восточном и северо-западном фасадах, «нарушившие аутентичную тектонику» и не имеющие охраняемого статуса, сооружены позже (предположительно в первой половине XX века). В советское время производились реставрационные работы. Крыша, ввиду сложной конфигурации самого здания, многоскатная вальмовая на деревянных стропилах, в которой сделаны слуховые прямоугольные окна с полукруглыми завершениями. По деревянной обрешётке уложена металлическая фальцевая кровля. Деревянные подзоры обрамлены прорезным узором.
Фасады гостиницы горизонтально разделены межэтажными антисейсмическими поясами, с балконами, украшенными декоративной резьбой. Оконные проёмы обрамлены клинчатыми каменными наличниками прямоугольной формы с замковым камнем и покрыты окрашенной штукатуркой с чередованием белых плоских и серых участков с имитацией кирпичной кладки. Окна изначально были деревянные (из « твёрдых пород»), в одну, две и три створки с фрамугой (трехстворчатые окна уничтожены при сооружении балконов в первой половине XX века, некоторые, как пришедшие в негодность, заменены на металлопластиковые). Парадная дверь прямоугольная, двустворчатая, филёнчатая, остеклённая, с двусторонними ручками-скобами. Над дверью деревянная не распашная остеклённая фрамуга. Номера в гостинице распределены комбинированно — применяется как зальная, так и коридорная планировка. Холл первого этажа оформлен колоннами, поддерживающими каменные арки. В холле, в противоположной от главного входа части здания, расположена «П»-образная двухмаршевая бетонная лестница с промежуточной площадкой, деревянными перилами и металлическом кованным ограждением Потолки в некоторых помещениях и лестничные площадки при поздних ремонтах покрыли альфрейной росписью, падуги украсили розетками, а профилированные тяги растительным орнаментом.

## История
Считается, что проект и строительство осуществлял ялтинский городской архитектор П. К. Теребенёв, закончив работы в 1890 году. Двухэтажная гостиница включала всего 19 номеров. По сведениям В. А. Щепетова, приведённым в книге «Гурзуф на Южном берегу Крыма и его лечебные средства» 1890 год, вне высокого периода август — октябрь цена падала примерно на 40 %, до 70 копеек в сутки за маленький номер. При съёме на месяц делалась скидка. В зимние месяцы (ноябрь — апрель) предоставлялся полный пансион с существенной скидкой. В посвящённых курорту изданиях особо отмечалась возможность принимать морские и пресные ванны и, как новинку Гурзуфа: «Номера сдаются с постельным бельем, которое меняется раз в неделю. За лишнюю смену белья взимается 50 коп. с кровати».
После открытия на территории гостиниц Губонина в 1922 году Военно-курортной станции для красных командиров название «Гостиница № 4» было заменено на «Корпус № 3». С переходом под юрисдикцию Украины в 1991 году получило наименование «Чеховский» санатория «Гурзуфский», с 2014 года — под тем же названием в составе санатория «Гурзуфский» Управления делами Президента РФ, филиал ФГБУ «Детский медицинский центр» Управления делами Президента России. На 2023 год в корпусе 28 мест: один 2-х местный номер (дабл, твин) и одно и двух комнатные номера категории «Стандарт».
Приказом Государственного комитета по охране культурного наследия Республики Крым № 122 от 30 июня 2016 года утверждено охранное обязательство памятника градостроительства и архитектуры федерального значения России.